# Andrzej Łachański
Andrzej Stefan Łachański (ur. 20 lipca 1966 w Gdyni, zm. 8 sierpnia 2006 w Bydgoszczy) – polski aktor teatralny i filmowy.

## Życiorys
W 1993 ukończył Państwową Wyższą Szkołę Teatralną w Krakowie. Jego debiut odbył się w 1988 w spektaklu telewizyjnym Bezgrzeszne lata w reżyserii Włodzimierza Pawlaka. W teatrze zadebiutował w 1992 na scenie PWST, w spektaklu Auto da fé w reżyserii Krzysztofa Warlikowskiego. Od tego czasu występował na deskach Teatru Dramatycznego w Legnicy, Teatru Wybrzeże w Gdańsku (1993-2000) oraz Teatru Polskiego w Bydgoszczy (2000-2005). Współpracował również z Radiem PiK.
Zdobył szereg nagród, m.in. nagrodę im. Hieronima Konieczki (2001), Złotą maskę i nagrodę Radia PiK (2001) za rolę Petrucchia w Poskromieniu złośnicy Williama Shakespeare'a, Kulturalną Nagrodę Roku Regionu Kujawsko-Pomorskiego w kategorii osobowość roku (2001) oraz nagrodę prezydenta Bydgoszczy z okazji Międzynarodowego Dnia Teatru (2002).
Zmarł 8 sierpnia 2006 po chorobie nowotworowej. Został pochowany w rodzinnym grobie na cmentarzu Witomińskim w Gdyni (kwatera 58-2-18).

## Role teatralne
- 1988 - Bezgrzeszne lato, jako młody Makuszyński (Teatr TV, reż. Włodzimierz Pawlak)
- 1992 - Auto da fé, jako brat (PWST Kraków, reż. Krzysztof Warlikowski)
- 1992 - Zdrady miłosne wg Amfitriona, jako Jowisz (Teatr Dramatyczny, Legnica, reż. Robert Czechowski)
- 1993 - Poskromienie złośnicy, jako Lucencio (Teatr Wybrzeże, Gdańsk, reż. Anna Polony)
- 1993 - Proces, jako oskarżony, dyrektor kancelarii, fabrykant (Gdańsk, reż. Ryszard Major)
- 1994 - Arkadia, jako Gus Coverly (Gdańsk, reż. Krzysztof Babicki)
- 1994 - Było sobie kiedyś miasto, jako Harry Libenau (Gdańsk, reż. Krzysztof Babicki)
- 1994 - Piotruś Pan, jako krokodyl (Gdańsk, reż. Roger Redfarn)
- 1994 - Szczęście na telefon, (Teatr TV, reż. Janusz Dymek)
- 1995 - Trzy wysokie kobiety, jako chłopak (Gdańsk, reż. Michał Kwieciński)
- 1995 - Trzy siostry, jako Aleksy Fiedotik (Gdańsk, reż. Krzysztof Babicki)
- 1995 - Woyzeck, jako żołnierz, komisarz, artysta (Gdańsk, reż. Rudolf Zioło)
- 1997 - Kilka zdarzeń z życia braci Karamazow, jako Alosza Karamazow (Gdańsk, reż. Krzysztof Zaleski)
- 1998 - Marat-Sade, jako Jakub Roux (Gdańsk, reż. Krzysztof Nazar)
- 1998 - Wynalazek miłości, jako Jackson (Gdańsk, reż. Krzysztof Babicki)
- 1999 - Alicja w krainie czarów, jako zając, papuga (Gdańsk, reż. Stefan Chazbijewicz)
- 2000 - Ryszard III, jako Książę Buckingham (Gdańsk, reż. Krzysztof Nazar)
- 2000 - Poskromienie złośnicy, jako Petruchio (Teatr Polski, Bydgoszcz, reż. Adam Orzechowski)
- 2001 - Czwarta siostra, jako Jurij Aleksiejewicz (Bydgoszcz, reż. Iwona Kempa)
- 2001 - Skórzana maska, jako młody mężczyzna (Bydgoszcz, reż. Adam Orzechowski)
- 2001 - Złoty sen w stanie nieważkości, jako Waśka Pipieł (Bydgoszcz, reż. Adam Sroka)
- 2001 - Pinokio, jako Purcinella (Bydgoszcz, reż. Krystyna Jakóbczyk)
- 2002 - Bal w Operze (Bydgoszcz, reż. Ryszard Major)
- 2003 - Przygody rozbójnika Rumcajsa, jako starosta, żołnierz, smok (Bydgoszcz, reż. Adam Orzechowski)
- 2004 - Ryszard III, jako król Henryk (Bydgoszcz, reż. Jacek Głomp)

## Filmografia
- 1993 - Śliczna dziewczyna, jako chłopak
- 1995 - Awantura o Basię
- 1995 - Gracze, jako dziennikarz
- 1996 - Awantura o Basię (odc. 10 i 11)
- 1997 - Sława i chwała
- 1999 - Jak narkotyk